# Androgen
Androgen, també anomenat hormona androgènica, és el terme genèric de qualsevol compost natural o sintètic, usualment una hormona esteroide, que estimula o controla el desenvolupament i el manteniment de característiques masculines en els vertebrats mitjançant la unió a receptors d'andrògens. Això inclou l'activitat dels òrgans sexuals masculins accessoris i el desenvolupament dels caràcters sexuals secundaris masculins. Els andrògens, que van ser descoberts el 1936, també s'anomenen testoides. Els andrògens també són els esteroides anabòlics originals i els precursors de tots els estrògens, les hormones sexuals femenines. El principal i més ben conegut dels andrògens és la testosterona. L'ablació androgènica pot ser usada com una teràpia eficaç en el càncer de pròstata.

## Tipus

Esteroidogènesi, mostrant les relacions entre diversos androgens a la part de sota a l'esquerra. (l'estrona i l'estradiol, en contrast, són estrogens.

El subgrup principal d'andrògens, els andrògens adrenals, inclou qualsevol dels esteroides de 19 carbonis sintetitzats pel còrtex adrenal, la porció exterior de la glàndula adrenal que funciona com precursora d'esteroides, incloent-hi la dehidroepiandrosterona (DHEA), sulfat de dehidroepiandrosterona (DHEA-S), i androstenediona.
A part de la testosterona, altres andrògens inclouen:
- Dehidroepiandrosterona (DHEA): una hormona esteroide derivada del colesterol. És el precursor principal dels estrògens. També s'anomena dehidroisoandrosterona o dehidroandrosterona.

- Androstenediona (Andro): un esteroide androgènic que es converteix metabòlicament en testosterona i altres andrògens. Él seu ús en el culturisme o atletisme està prohibit pel Comité Olímpic Internacional i altres organitzacions esportives.
- Androstenediol: es creu que és el principal metabolit que regula la secreció de gonadotropina.

- Androsterona: un subproducte químic amb efectes masculinitzants secundaris i que en l'orina es troba en la mateixa proporció en mascles i femelles.

- Dihidrotestosterona (DHT): un metabolit de la testosterona, i més potent que aquesta, ja que s'uneix amb més força als receptors d'andrògens. Es produeix a la pell i al teixit reproductiu.

## Funcions
- Formació dels testicles, ja que al principi del desenvolupament dels mamífers les gònades poden esdevenir ovaris o testicles.[2] En humans certs gens del cromosoma Y, particularment el SRY, controlen el desenvolupament del fenotip mascle incloent la conversió de les bipotencials gònades en testicles.
- Producció d'andrògens cap a les vuit setmanes de la formació del fetus apareixen les cèl·lules Leyding que no són epitelials que produeixen androgens.
- Efectes androgènics els androgens funcionen com hormones de senyalament paracrines per a produir esperma i també necessàries per masculinitzar el fetus en formació (incloent-hi la formació del penis i l'escrot).
- Regulació primerenca, l'acció dels andrògens sovint implica la conversió de la testosterona a 5α-dihidrotestosterona (DHT).
- Espermatogènesi, durant la pubertat, l'androgen disminueix la formació de l'hormona luteinisinant (LH) i l'hormona estimulant del fol·licle (FSH) i es formen els tubs seminífers i les cèl·lules es diferencien en esperma, la producció d'esperma, gràcies als andrògens, continua en els adults.[3] Es poden fer servir andrògens exògens per la contracepció masculina.
- Inhibició del dipòsit de greix. Els mascles típicament tenen un menor contingut de teixit adipós que les femelles i els estudis fets suggereixen la capacitat inhibidora de dipositar greix dels andrògens per bloqueig de la via.[4]
- Massa muscular. Els andrògens promouen el creixement de les cèl·lules musculars esquelètiques.[5]
- Cervell. Afecten el comportament i en concret l'agressivitat.[4] i la libido. A més alteren altres estructures del cervell produint diferències entre sexes.[6]
- Insensibilitat als andrògens en humans. La capacitat reduïda del cariotip del cromosoma XY del fetus a respondre als andrògens pot portar a diverses condicions incloent la infertilitat i els estadis intersexuals.